# Orontes (sàtrapa)
Orontes (en llatí: Orontes, en grec antic: Ορόντης) va ser un sàtrapa de la Frígia Hel·lespòntica que l'any 363 aC es va unir a la gran revolta dels sàtrapes de l'Àsia Menor contra Artaxerxes III de Pèrsia Memnó iniciada el 368 aC.
Va ser nomenat comandant en cap de l'exèrcit rebel i va rebre una gran quantitat de diners per pagar a 20.000 mercenaris durant un any. Però pensant que el rei li donaria grans recompenses va arrestar als que portaven els diners, que va enviar a Artaxerxes III. Aquesta traïció va suposar la rendició de nombroses ciutats. La recompensa que va obtenir del rei no es coneix, però no va conservar la satrapia que va rebre Artabazos II l'any 362 aC.